# Vắc-xin viêm gan siêu vi B
Vắc-xin viêm gan siêu vi B là một loại vắc xin ngăn ngừa viêm gan siêu vi B. Liều đầu tiên được khuyến cáo trong vòng 24 giờ sau khi sinh với hai hoặc ba liều nữa sau đó. Bao gồm cả những người có chức năng miễn dịch kém như HIV/AIDS và những trường hợp sinh non. Vắc xin cũng được đề nghị cho nhân viên y tế nên cần được chủng ngừa. Ở những người khỏe mạnh  được chủng ngừa thường xuyên chủng ngừa kết quả hơn 95% số người dân được bảo vệ.
Xét nghiệm máu để xác minh rằng vắc-xin đã hoạt động được khuyến cáo ở những người có nguy cơ cao. Có thể cần thêm liều ở những người có chức năng miễn dịch kém nhưng không cần thiết cho hầu hết mọi người. Ở những người đã bị phơi nhiễm với viêm gan siêu vi B, nhưng không chủng ngừa, Globulin miễn dịch bệnh viêm gan B nên được tiêm ngoài vắc-xin.Vắc xin được tiêm vào cơ bắp.
Các tác dụng phụ nghiêm trọng vắc-xin viêm gan siêu vi B rất hiếm. Đau có thể xảy ra tại chỗ tiêm. Vắc xin an toàn để sử dụng trong khi mang thai hoặc trong khi cho con bú.  Không liên quan đến hội chứng Guillain – Barré. Các vắc-xin hiện tại được sản xuất với các kỹ thuật DNA tái tổ hợp. Hiện có sẵn và có thể kết hợp với các văcxin khác.
Vắc-xin viêm gan siêu vi B đầu tiên đã được chấp thuận tại Hoa Kỳ vào năm 1981. Một phiên bản tái tổ hợp đã được đưa ra thị trường vào năm 1986. Vắc xin này nằm trong Danh sách các loại thuốc thiết yếu của Tổ chức Y tế Thế giới, các loại thuốc hiệu quả và an toàn nhất cần thiết trong một hệ thống y tế. Tính đến năm 2014, chi phí cho thị trường nước đang phát triển là 0,58–13,20 USD / liều. Tại Hoa Kỳ, chi phí 50-100 đô la Mỹ.

## Sử dụng
Sau đây là danh sách các quốc gia theo tỷ lệ trẻ được tiêm ba liều vắc-xin viêm gan siêu vi B do Tổ chức Y tế Thế giới công bố vào năm 2014.
| Độ bao phủ chủng ngừa viêm gan B (HepB3) trẻ 1 tuổi trên toàn thế giới | Độ bao phủ chủng ngừa viêm gan B (HepB3) trẻ 1 tuổi trên toàn thế giới |
| Nước                                                                   | Độ bao phủ %                                                           |
| ---------------------------------------------------------------------- | ---------------------------------------------------------------------- |
| Afghanistan                                                            | 75                                                                     |
| Albania                                                                | 98                                                                     |
| Algérie                                                                | 95                                                                     |
| Andorra                                                                | 96                                                                     |
| Angola                                                                 | 80                                                                     |
| Antigua and Barbuda                                                    | 99                                                                     |
| Argentina                                                              | 94                                                                     |
| Armenia                                                                | 93                                                                     |
| Australia                                                              | 91                                                                     |
| Austria                                                                | 83                                                                     |
| Azerbaijan                                                             | 94                                                                     |
| Bahamas                                                                | 96                                                                     |
| Bahrain                                                                | 99                                                                     |
| Bangladesh                                                             | 95                                                                     |
| Barbados                                                               | 94                                                                     |
| Belarus                                                                | 97                                                                     |
| Belgium                                                                | 98                                                                     |
| Belize                                                                 | 95                                                                     |
| Benin                                                                  | 70                                                                     |
| Bhutan                                                                 | 99                                                                     |
| Bolivia (Plurinational State of)                                       | 94                                                                     |
| Bosnia and Herzegovina                                                 | 89                                                                     |
| Botswana                                                               | 95                                                                     |
| Brazil                                                                 | 96                                                                     |
| Brunei Darussalam                                                      | 99                                                                     |
| Bulgaria                                                               | 95                                                                     |
| Burkina Faso                                                           | 91                                                                     |
| Burundi                                                                | 95                                                                     |
| Côte d'Ivoire                                                          | 67                                                                     |
| Cabo Verde                                                             | 95                                                                     |
| Cambodia                                                               | 97                                                                     |
| Cameroon                                                               | 87                                                                     |
| Canada                                                                 | 75                                                                     |
| Central African Republic                                               | 47                                                                     |
| Chad                                                                   | 46                                                                     |
| Chile                                                                  | 92                                                                     |
| China                                                                  | 99                                                                     |
| Colombia                                                               | 90                                                                     |
| Comoros                                                                | 80                                                                     |
| Congo                                                                  | 90                                                                     |
| Cook Islands                                                           | 99                                                                     |
| Costa Rica                                                             | 91                                                                     |
| Croatia                                                                | 95                                                                     |
| Cuba                                                                   | 96                                                                     |
| Cyprus                                                                 | 96                                                                     |
| Czech Republic                                                         | 99                                                                     |
| Democratic People's Republic of Korea                                  | 93                                                                     |
| Democratic Republic of the Congo                                       | 80                                                                     |
| Djibouti                                                               | 78                                                                     |
| Dominica                                                               | 97                                                                     |
| Dominican Republic                                                     | 89                                                                     |
| Ecuador                                                                | 83                                                                     |
| Egypt                                                                  | 94                                                                     |
| El Salvador                                                            | 93                                                                     |
| Equatorial Guinea                                                      | 24                                                                     |
| Eritrea                                                                | 94                                                                     |
| Estonia                                                                | 93                                                                     |
| Ethiopia                                                               | 77                                                                     |
| Fiji                                                                   | 99                                                                     |
| France                                                                 | 82                                                                     |
| Gabon                                                                  | 70                                                                     |
| Gambia                                                                 | 96                                                                     |
| Georgia                                                                | 91                                                                     |
| Germany                                                                | 87                                                                     |
| Ghana                                                                  | 98                                                                     |
| Greece                                                                 | 96                                                                     |
| Grenada                                                                | 97                                                                     |
| Guatemala                                                              | 73                                                                     |
| Guinea                                                                 | 51                                                                     |
| Guinea-Bissau                                                          | 80                                                                     |
| Guyana                                                                 | 98                                                                     |
| Haiti                                                                  | 48                                                                     |
| Honduras                                                               | 85                                                                     |
| India                                                                  | 70                                                                     |
| Indonesia                                                              | 78                                                                     |
| Iran (Islamic Republic of)                                             | 99                                                                     |
| Iraq                                                                   | 62                                                                     |
| Ireland                                                                | 95                                                                     |
| Israel                                                                 | 97                                                                     |
| Italy                                                                  | 94                                                                     |
| Jamaica                                                                | 92                                                                     |
| Jordan                                                                 | 98                                                                     |
| Kazakhstan                                                             | 95                                                                     |
| Kenya                                                                  | 81                                                                     |
| Kiribati                                                               | 75                                                                     |
| Kuwait                                                                 | 96                                                                     |
| Kyrgyzstan                                                             | 96                                                                     |
| Lao People's Democratic Republic                                       | 88                                                                     |
| Latvia                                                                 | 92                                                                     |
| Lebanon                                                                | 81                                                                     |
| Lesotho                                                                | 96                                                                     |
| Liberia                                                                | 50                                                                     |
| Libya                                                                  | 94                                                                     |
| Litva                                                                  | 94                                                                     |
| Luxembourg                                                             | 94                                                                     |
| Madagascar                                                             | 73                                                                     |
| Malawi                                                                 | 91                                                                     |
| Malaysia                                                               | 96                                                                     |
| Maldives                                                               | 99                                                                     |
| Mali                                                                   | 77                                                                     |
| Malta                                                                  | 90                                                                     |
| Marshall Islands                                                       | 79                                                                     |
| Mauritania                                                             | 84                                                                     |
| Mauritius                                                              | 97                                                                     |
| México                                                                 | 84                                                                     |
| Micronesia (Federated States of)                                       | 83                                                                     |
| Monaco                                                                 | 99                                                                     |
| Mongolia                                                               | 99                                                                     |
| Montenegro                                                             | 87                                                                     |
| Maroc                                                                  | 99                                                                     |
| Mozambique                                                             | 78                                                                     |
| Myanmar                                                                | 75                                                                     |
| Namibia                                                                | 88                                                                     |
| Nauru                                                                  | 95                                                                     |
| Nepal                                                                  | 92                                                                     |
| Netherlands                                                            | 95                                                                     |
| New Zealand                                                            | 93                                                                     |
| Nicaragua                                                              | 98                                                                     |
| Niger                                                                  | 68                                                                     |
| Nigeria                                                                | 66                                                                     |
| Niue                                                                   | 99                                                                     |
| Oman                                                                   | 98                                                                     |
| Pakistan                                                               | 73                                                                     |
| Palau                                                                  | 99                                                                     |
| Panama                                                                 | 80                                                                     |
| Papua New Guinea                                                       | 62                                                                     |
| Paraguay                                                               | 87                                                                     |
| Peru                                                                   | 88                                                                     |
| Philippines                                                            | 79                                                                     |
| Poland                                                                 | 96                                                                     |
| Portugal                                                               | 98                                                                     |
| Qatar                                                                  | 99                                                                     |
| Republic of Korea                                                      | 99                                                                     |
| Republic of Moldova                                                    | 92                                                                     |
| Romania                                                                | 94                                                                     |
| Russian Federation                                                     | 97                                                                     |
| Rwanda                                                                 | 99                                                                     |
| Saint Kitts and Nevis                                                  | 98                                                                     |
| Saint Lucia                                                            | 99                                                                     |
| Saint Vincent and the Grenadines                                       | 98                                                                     |
| Samoa                                                                  | 91                                                                     |
| San Marino                                                             | 80                                                                     |
| São Tomé and Príncipe                                                  | 95                                                                     |
| Ả Rập Xê Út                                                            | 98                                                                     |
| Sénégal                                                                | 89                                                                     |
| Serbia                                                                 | 92                                                                     |
| Seychelles                                                             | 99                                                                     |
| Sierra Leone                                                           | 83                                                                     |
| Singapore                                                              | 97                                                                     |
| Slovakia                                                               | 97                                                                     |
| Solomon Islands                                                        | 88                                                                     |
| Somalia                                                                | 42                                                                     |
| South Africa                                                           | 74                                                                     |
| Spain                                                                  | 96                                                                     |
| Sri Lanka                                                              | 99                                                                     |
| Sudan                                                                  | 94                                                                     |
| Suriname                                                               | 85                                                                     |
| Swaziland                                                              | 98                                                                     |
| Sweden                                                                 | 42                                                                     |
| Syrian Arab Republic                                                   | 71                                                                     |
| Tajikistan                                                             | 97                                                                     |
| Thailand                                                               | 99                                                                     |
| The former Yugoslav republic of Macedonia                              | 97                                                                     |
| Timor-Leste                                                            | 77                                                                     |
| Togo                                                                   | 87                                                                     |
| Tonga                                                                  | 82                                                                     |
| Trinidad and Tobago                                                    | 92                                                                     |
| Tunisia                                                                | 98                                                                     |
| Turkey                                                                 | 96                                                                     |
| Turkmenistan                                                           | 97                                                                     |
| Tuvalu                                                                 | 90                                                                     |
| Uganda                                                                 | 78                                                                     |
| Ukraine                                                                | 46                                                                     |
| United Arab Emirates                                                   | 94                                                                     |
| United Republic of Tanzania                                            | 97                                                                     |
| United States of America                                               | 90                                                                     |
| Uruguay                                                                | 95                                                                     |
| Uzbekistan                                                             | 99                                                                     |
| Vanuatu                                                                | 64                                                                     |
| Venezuela (Bolivarian Republic of)                                     | 78                                                                     |
| Viet Nam                                                               | 95                                                                     |
| Yemen                                                                  | 88                                                                     |
| Zambia                                                                 | 86                                                                     |
| Zimbabwe                                                               | 91                                                                     |